# Labeyrie
Labeyrie ist eine französische Gemeinde mit 106 Einwohnern (Stand 1. Januar 2022) im Département Pyrénées-Atlantiques in der Region Nouvelle-Aquitaine (vor 2016: Aquitanien). Die Gemeinde gehört zum Arrondissement Pau und zum Kanton Artix et Pays de Soubestre (bis 2015: Kanton Arthez-de-Béarn).
Der Name in der gascognischen Sprache lautet Laveiria oder La Veiria.

## Geographie
Labeyrie liegt ca. 45 km nordwestlich von Pau in der historischen Provinz Béarn an der nördlichen Grenze zum benachbarten Département Landes.
Umgeben wird der Ort von den Nachbargemeinden:
| Sault-de-Navailles |                                             | Bassercles (Landes) |
|                    | Kompassrose, die auf Nachbargemeinden zeigt | Castelner (Landes)  |
| Lacadée            | Hagetaubin                                  | Saint-Médard        |

Labeyrie liegt im Einzugsgebiet des Flusses Adour. Ein Nebenfluss des Luy, der Luy de Béarn, und dessen Zufluss Juren strömen durch das Gebiet der Gemeinde.

## Geschichte
Seit dem Mittelalter ist das wirtschaftliche Leben der Gemeinde geprägt von den Erzeugnissen zahlreicher Bauernhöfe. Hinzu kam die Herstellung von Glas, die der Gemeinde zu ihrem Namen verhalf. Beyrie ist eine Ableitung des lateinischen Wortes vitrina. Nach dem Verschwinden der Glaswerkstätten am Ende des Mittelalters wandte man sich der Bewirtschaftung der zahlreichen umliegenden Wälder zu. Eine Erwähnung in den Schriften erfolgte 1538 in der Form La Beyria. Labeyrie war eine Filialgemeinde von Lacadée und gehörte dem Unterbezirk von Saint-Sever in den Landes. Bis zur Neuordnung der Territorien zu Beginn der Französischen Revolution gehörte Labeyrie zur Chalosse, einem Landstrich der Landes. Auf der Karte von Cassini 1750 ist die Gemeinde unter Namen Beyrieeingezeichnet. Mit der Gründung des Départements Basses-Pyrénées 1790 wurde die Gemeinde dem Béarn zugeschlagen.

### Einwohnerentwicklung
Nach einem Höchststand der Einwohnerzahl von rund 250 Einwohnern in der ersten Hälfte des 19. Jahrhunderts ist die Zahl bei kurzen Wachstumsphasen bis zu den 1960er Jahren auf unter 100 gesunken. Erst in den letzten Jahren ist ein moderates Wachstum der Gemeinde zu verzeichnen, die Einwohnerzahl stieg inzwischen wieder auf über 100.
| Jahr      | 1962 | 1968 | 1975 | 1982 | 1990 | 1999 | 2006 | 2009 | 2022 |
| --------- | ---- | ---- | ---- | ---- | ---- | ---- | ---- | ---- | ---- |
| Einwohner | 101  | 95   | 85   | 101  | 82   | 92   | 92   | 103  | 106  |

## Sehenswürdigkeiten

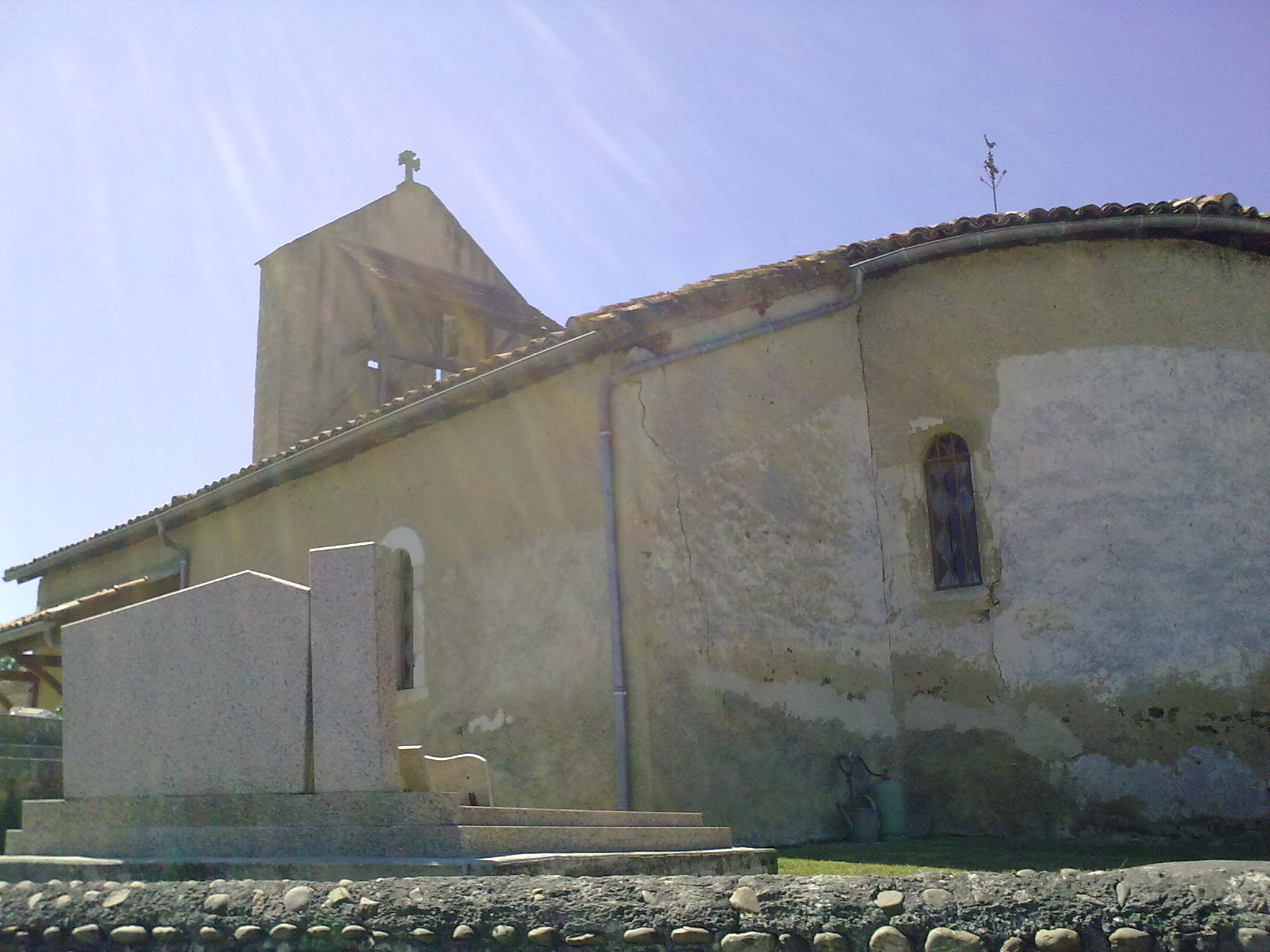
Pfarrkirche von Labeyrie

- Pfarrkirche von Labeyrie. Sie ist im Stil einer klassischen romanischen Kirche im 12. Jahrhundert erbaut. Im Laufe der Jahrhunderte erfuhr sie mehrere Veränderungen, so dass von den Ursprüngen nur einige Skulpturen, darunter ein Schwert und Sporne von Rittern, erhalten geblieben sind. Wie die meisten Kirchen der Umgebung besitzt die Pfarrkirche von Labeyrie einen Glockengiebel mit zwei Maueröffnungen für die Glocken.[8]

- Schloss von Labeyrie. Auf dem Gebiet der Gemeinde befinden sich Überreste eines Schlosses, dessen Baumaterialien vermutlich beim Häuserbau wieder verwendet worden sind. Auf dem Schlossgrundstück steht eine gut erhaltene Kapelle, in der die Grundherren bestattet sind. Eine dieser Grabstätten in der Kapelle zeigt eine liegende Figur eines unbekannten Ritters, der vermutlich im 18. Jahrhundert im Chor begraben wurde. Sein Schwert hängt indes über dem Kamin des Rathauses.[9][10]

## Wirtschaft und Infrastruktur
Land- und Forstwirtschaft sind die wichtigsten Wirtschaftsfaktoren der Gemeinde.

### Verkehr
Labeyrie ist erreichbar über die Routes départementales 31 (Landes: 376) und 131 (Landes: 56).